# Irmgard Siebert
Irmgard Siebert (* 23. September 1955 in Spangenberg) ist eine deutsche Bibliothekarin. Von 2000 bis 2017 war sie leitende Direktorin der Universitäts- und Landesbibliothek Düsseldorf.

## Leben und Wirken
Nach dem Abitur 1974 am Geschwister-Scholl-Gymnasium in Melsungen studierte Irmgard Siebert Germanistik und Geschichte an der Philipps-Universität Marburg. Hier machte sie 1981 ihr erstes Staatsexamen für das Lehramt an Gymnasien und promovierte 1988 über Jacob Burckhard. Studien zur Kunst- und Kulturgeschichtsschreibung, gefördert von der Studienstiftung des Deutschen Volkes, bei Karl Christ. 1992 erschien ihre Edition der Vorlesung „Aesthetik der Bildenden Kunst“ von Jacob Burckhardt, gefördert von der Dr. Meyer-Struckmann-Stiftung. Von 1980 bis 1981 und von 1986 bis 1989 war sie Mitarbeiterin am Fachbereich Geschichtswissenschaften der Philipps-Universität, dort erhielt sie im Sommersemester 1989 einen Lehrauftrag über die „Kultur- und Sozialgeschichtsschreibung im 19. Jahrhundert“.
Nach ihrer Ausbildung für den Höheren Bibliotheksdienst an der Universitätsbibliothek Marburg arbeitete Siebert dort zunächst als Fachreferentin und ab August 1994 als Dezernentin für Erwerbung und Katalogisierung. Von September 1998 bis Februar 2000 wirkte sie als stellvertretende Bibliotheksdirektorin an der Universitätsbibliothek Essen. Von März 2000 bis Dezember 2017 war sie Leitende Bibliotheksdirektorin der Universitäts- und Landesbibliothek Düsseldorf, von Januar 2018 bis Juni 2021 Leitende Direktorin an der Heinrich-Heine-Universität Düsseldorf.
Sie forscht über Leben und Wirkung des Fotografen Erwin Quedenfeldt.

## Gremientätigkeiten
- 2001–2007: Mitglied der Kommission Verbundsystem/Lokalsysteme des Hochschulbibliothekszentrums des Landes Nordrhein-Westfalen
- 2002–2011: Vorstandsmitglied der Arbeitsgemeinschaft der Universitätsbibliotheken (AGUB) im Verband der Bibliotheken des Landes Nordrhein-Westfalen (vbnw)
- 2009–2011: Vorsitzende der Arbeitsgemeinschaft der Universitätsbibliotheken (AGUB) im Verband der Bibliotheken des Landes Nordrhein-Westfalen (vbnw)
- 2009–2010: Vorstandsmitglied des Verbandes der Bibliotheken des Landes Nordrhein-Westfalen (vbnw)
- 2009–2012: Gastmitglied der Allianz Schriftliches Kulturgut Erhalten
- 2009–2014: Vorstandsmitglied der AG Regionalbibliotheken der Sektion 4 des Deutschen Bibliotheksverbandes (dbv)
- 2010–2017: Mitglied Digitales Archiv Nordrhein-Westfalen
- 2011–2012: Vorsitzende der AG Regionalbibliotheken der Sektion 4 des Deutschen Bibliotheksverbandes (dbv)
- 2011–2017: Vorstandsmitglied der Sektion 4 des Deutschen Bibliotheksverbandes (dbv)
- 2013–2017: Vorsitzende der Sektion 4 des Deutschen Bibliotheksverbandes (dbv)

## Publikationen (Auswahl)
- zusammen mit Dietmar Haubfleisch: Erwin Quedenfeldt. Von der Fotografie zur Lichtbildkunst. Frankfurt am Main 2022. – Online: Inhalt und Einleitung: Wider das Vergessen.
- (Hrsg.) „Das Paradeis fanden wir …“. Streifzüge durch die Bücherwelten der ULB Düsseldorf. Frankfurt am Main 2017.
- zusammen mit Dietmar Haubfleisch (Hrsg.): Vom Sinn der Bibliotheken. Festschrift für Hans-Georg Nolte-Fischer. Wiesbaden 2017.
- zusammen mit Dietmar Haubfleisch (Hrsg.): Über versunkene Bibliotheken, Bibliophobien und digitale Erlösungsfahrzeuge. In: Vom Sinn der Bibliotheken. Festschrift für Hans-Georg Nolte-Fischer. Wiesbaden 2017, S. 205–216.
- zusammen mit Thorsten Lemanski (Hrsg.): Bibliothekare zwischen Verwaltung und Wissenschaft. 200 Jahre Berufsbilddebatte. Frankfurt am Main 2014.
- (Hrsg.) Digitalisierung in Regionalbibliotheken. Frankfurt am Main 2012.
- (Hrsg.) Bibliothek und Forschung. Die Bedeutung von Sammlungen für die Wissenschaft. Frankfurt am Main 2011.
- Kulturhistorische Rahmenbedingungen des Bibliotheksbaus. In: ABI Technik 29 (2009), H. 3, S. 168–175.
- zusammen mit Daniela Lülfing (Hrsg.): 94. Deutscher Bibliothekartag in Düsseldorf 2005. „Geld ist rund und rollt weg, aber Bildung bleibt.“ Frankfurt am Main 2006.
- Jacob Burckhardt. Studien zur Kunst- und Kulturgeschichtsschreibung. Basel 1991.